# 普卢吉耶勒
普卢吉耶勒（法語：Plouguiel，法語發音：[pluɡjɛl] ⓘ）是法国阿摩尔滨海省的一个市镇，位于该省西北部，属于拉尼永区。

## 地理
普卢吉耶勒（48°47'50"N, 3°14'27"W）面积19.07 平方千米，位于法国布列塔尼大區阿摩尔滨海省，该省份为法国西北部沿海省份，位于布列塔尼半岛北部，北濒大西洋英吉利海峡，西接菲尼斯泰尔省，南至莫尔比昂省，东临伊勒-维莱讷省。
与普卢吉耶勒接壤的市镇（或旧市镇、城区）包括：卡姆莱兹、特雷吉耶、米尼伊特雷吉耶、彭韦南、普卢格雷斯康。

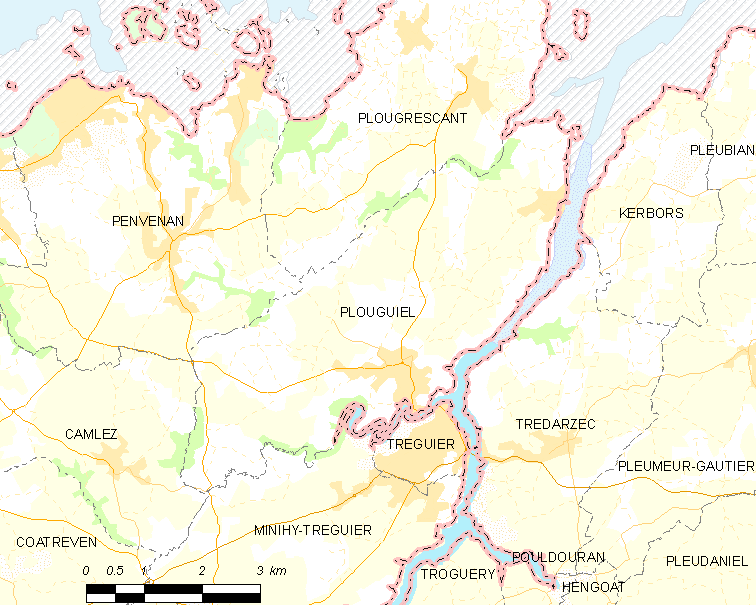
普卢吉耶勒的OSM定位图

普卢吉耶勒的时区为UTC+01:00、UTC+02:00（夏令时）。

## 行政
普卢吉耶勒的邮政编码为22220，INSEE市镇编码为22221。

## 政治
普卢吉耶勒所属的省级选区为特雷吉耶县。

## 人口

1962-2008年间普卢吉耶勒人口变化图示

普卢吉耶勒于2022年1月1日时的人口数量为1745人。

## 友好城市
- 法國 卡斯泰尔诺马尼奥阿克